# Leon Cooper
Leon Cooper (New York, 28 febbraio 1930 – Providence, 23 ottobre 2024) è stato un fisico statunitense, vincitore, insieme a John Bardeen e Robert Schrieffer, del premio Nobel per la fisica nel 1972, per «la loro teoria della superconduttività, generalmente denominata Teoria BCS».

## Biografia
Cooper si diplomò alla Bronx High School of Science nel 1947 e conseguì il Bachelor of Arts nel 1951, il Master's degree nel 1953 e il Ph.D. nel 1954 presso la Columbia University. Trascorse un anno all'Institute for Advanced Study di Princeton e insegnò presso l'Università dell'Illinois e l'Ohio State University, prima di giungere, nel 1958, alla Brown University. Ricoprì il ruolo di Professore Thomas J. Watson di Scienze alla Brown e di direttore dell'Institute for Brain and Neural Systems.
Divenne socio dell'American Physical Society, dell'American Academy of Arts and Sciences, membro della United States National Academy of Sciences, dell'American Philosophical Society e dell'American Association for the Advancement of Science, fu Alfred P. Sloan Research Fellow dal 1959 al 1966 e Guggenheim Fellow tra il 1965 e il 1966.
Condusse diverse ricerche presso istituzioni come il già citato Institute for Advanced Study e il CERN di Ginevra.

## Omaggi
- A lui è intitolato lo stato di legame elettronico chiamato "coppia di Cooper", spiegato appunto dal suo modello fisico di superconduttività.

## Curiosità
- Nella serie televisiva The Big Bang Theory i produttori hanno utilizzato il suo cognome per l'omonimo personaggio chiave Sheldon Cooper, anch'egli fisico.